# Among the Missing (film 1934)
Among the Missing è un film del 1934 diretto da Albert S. Rogell.

## Trama
Preoccupati per zia Martha, che sembra sparita, gli Abbott chiamano la polizia. La vecchia signora, in realtà, si è addormentata su una panchina: due ladri di gioielli, temendo di essere presi dalla polizia che li insegue, fanno scivolare la refurtiva nella tasca del cappotto di zia Martha. Poi, dopo aver venduto la merce rubata a un ricettatore, Gordon offre a Martha, che si trasferisce nella stanza di Tommy, un lavoro come cuoca. Zia Martha conquista il giovane Tommy facendogli i complimenti per Judy, la sua fidanzata, di cui ha visto una foto nella stanza. Avendo scoperto la vera professione dei suoi nuovi amici, zia Martha cerca di convincere Tommy a ritornare sulla retta via per amore di Judy. Ma Gordon sta già mettendo in atto un nuovo colpo in una gioielleria: zia Martha, sentendo i loro piani, li segue. Una donna delle pulizie, però, mette accidentalmente in azione il sistema di allarme e i due ladri, cercando una via di fuga, si separano. Tommy viene intercettato da zia Martha che gli chiede di restituire il maltolto, ma lui si rifiuta di farlo. Lei, allora, gli prende i gioielli e il ragazzo fugge via. Martha, fingendosi una donna delle pulizie, nasconde la refurtiva in un secchio di acqua sporca ma viene scoperta e arrestata. Tommy, pentito, si costituisce: Martha viene liberata, ma lui è condannato a una lunga pena che gli viene sospesa quando accetta di denunciare i complici. Messo in libertà vigilata sotto la custodia di zia Martha, il giovane si prepara a una nuova vita onesta a fianco della sua Judy.

## Produzione
Le riprese del film, prodotto dalla Columbia Pictures Corporation con il titolo di lavorazione Men of the Night, durarono dal 23 giugno al 10 luglio 1934. Le scene all'aperto vennero girate all'Echo Park di Los Angeles.

## Distribuzione
Il copyright del film, richiesto dalla Columbia Pictures Corp., fu registrato il 14 agosto 1934 con il numero LP4898. Il film uscì nelle sale cinematografiche USA il 25 settembre 1934.